# Constant Améro
Constant Pierre Léon Maire alias Constant Maire-Améro, connu sous le nom de plume de Constant Améro, né le 4 février 1832 à Toulon et mort le 24 janvier 1908 dans le 14e arrondissement de Paris, est un journaliste et écrivain français, auteur de romans populaires à tendance exotique.

## Biographie
Constant Améro est le fondateur de la Revue franco-slave et a été le secrétaire de la Revue française.
Il entame sa carrière avec des récits de voyage, mais ce sont ses oeuvres pour la jeunesse qui feront sa notoriété.
Il épousa le 17 septembre 1884 à Meudon (Hauts-de-Seine) Anne Pierrette Maronnat, qui fut elle-même une femme de lettres prolifique sous le pseudonyme de Daniel Arnauld.
L’Académie française lui décerne le prix Maillé-Latour-Landry en 1886 pour Le tour de France d’un petit Parisien, le prix Lambert en 1898 pour Les Derniers Australiens, le prix Monbinne en 1899 et le prix Xavier Marmier en 1906.

## Œuvres
- Les Aventures de Gaspard van der Gomm. La Comtesse de Montretout, avec Victor Tissot, Paris, E. Dentu, 1878 (BNF 30016289)
- Les Aventures de Gaspard van der Gomm. Les Mystères de Berlin, avec Victor Tissot, Paris, E. Dentu, 1879 (BNF 30016291)
- La Russie rouge, avec Victor Tissot, Paris, E. Dentu, 1880, 552 p. (BNF 31474407)
- Aventures de trois fugitifs. La Vie en Sibérie, avec Victor Tissot, Paris, E. Dentu, 1881, 372 p. (BNF 31474422)
- Le Coq rouge, aventures de deux petites Parisiennes en Russie, Paris, La Librairie illustrée, 1884 (BNF 30016295)
- Les Contrées mystérieuses et les Peuples inconnus, avec Victor Tissot, Paris, Éditions Firmin-Didot et Cie, 1884, 778 p., 6 cartes et 277 grav. (BNF 37745986)
- Le Tour de France d’un petit Parisien,  ill. de Jules Ferat, Paris, La Librairie illustrée, 1885, 795 p. (BNF 30016307)
- Au Pays des nègres. Peuplades et paysages d'Afrique, avec Victor Tissot, Paris, Éditions Firmin-Didot et Cie, 1887 (BNF 30016288)
- Le Pôle nord et le Pôle sud, avec Victor Tissot, Paris, Éditions Firmin-Didot et Cie, 1887, 230 p., 93 grav. (BNF 41937192)
- Les Derniers Peaux-Rouges de l’Amérique du Nord, avec Victor Tissot, Paris, Éditions Firmin-Didot et Cie, 1889 (BNF 30016299)
- Les Peuples étranges de l’Amérique du Sud, avec Victor Tissot, Paris, Éditions Firmin-Didot et Cie, 1889, 224 p. (BNF 31474394) (2e partie de Les Contrées mystérieuses et les Peuples inconnus)
- Douze jours à Londres…, Paris, Éditions C. Delagrave, 1890 (BNF 30016300)
- Aux antipodes, terres et peuplades peu connues de l’Océanie, avec Victor Tissot, Paris, Éditions Firmin-Didot et Cie, 1890, 224 p. (BNF 31474363) (3e partie de Les Contrées mystérieuses et les Peuples inconnus)
- Aux antipodes, terres et peuplades peu connues de l’Océanie, avec Victor Tissot, Paris, Éditions H. Gautier, 1890, 224 p. (BNF 31474363)
- Miliza. Histoire d’hier, ill. de J. Gerlier, Paris, Ernest Flammarion éditeur, 1894, 358 p. (BNF 30016302)
- Les Squatters et l’Australie nouvelle, Paris, Éditions Firmin-Didot et Cie, 1894 (BNF 30016306)
- Blanche-Neige. Scènes de la vie norvégienne, gravures de Fernand Besnier, A. Picard et Kaan, coll. « Picard. Bibliothèque d’éducation récréative », 1895, 392 p., 70 grav. (BNF 30016292)
- Bohémiens, tsiganes et gypsies, ill. de François Courboin, Paris, Éditions Firmin-Didot et Cie, 1895 (BNF 30016293)
- Le Négus Ménélik et l’Abyssinie nouvelle, Lille, France, Éditions A. Taffin-Lefort, 1897 (BNF 30016303)
- Un Robinson de six ans, Paris, Éditions Hachette, 1897, 191 p. (BNF 30016313)
- À travers les Océans. L’Océan Atlantique, Paris, Éditions A. Picard et Kaan, 1899 (BNF 31716662)
- Les Aventuriers de la mer. Tempêtes, naufrages, révoltes, hivernages, Paris, Société française d’imprimerie et de librairie, 1899, 320 p. (BNF 31716663)
- Tiko le Négrillon, aventures d'un esclave à travers l'Afrique…, Paris, Éditions Firmin-Didot et Cie, 1902, 158 p.(BNF 31716676)
- À travers l’Ancien Continent. Récits géographiques., Paris, Société française d’imprimerie et de librairie, 1905, 159 p. (BNF 31716661)
- Les Derniers Australiens, Tours, France, Alfred Mame et Fils, 1909, 328 p. (BNF 31716667)
- Les Vainqueurs de la mer. La Guerre et l’Exploration maritime depuis l'antiquité jusqu’à nos jours…, Paris, Société française d’imprimerie et de librairie, 1911, 316 p. (BNF 31716681)

### Sources
- Daniel Compère, Dictionnaire du roman populaire francophone, Paris, Nouveau Monde éditions, 2007, 507 p.  (ISBN 978-2-84736-269-5), p. 20